# Gräserpollenallergie

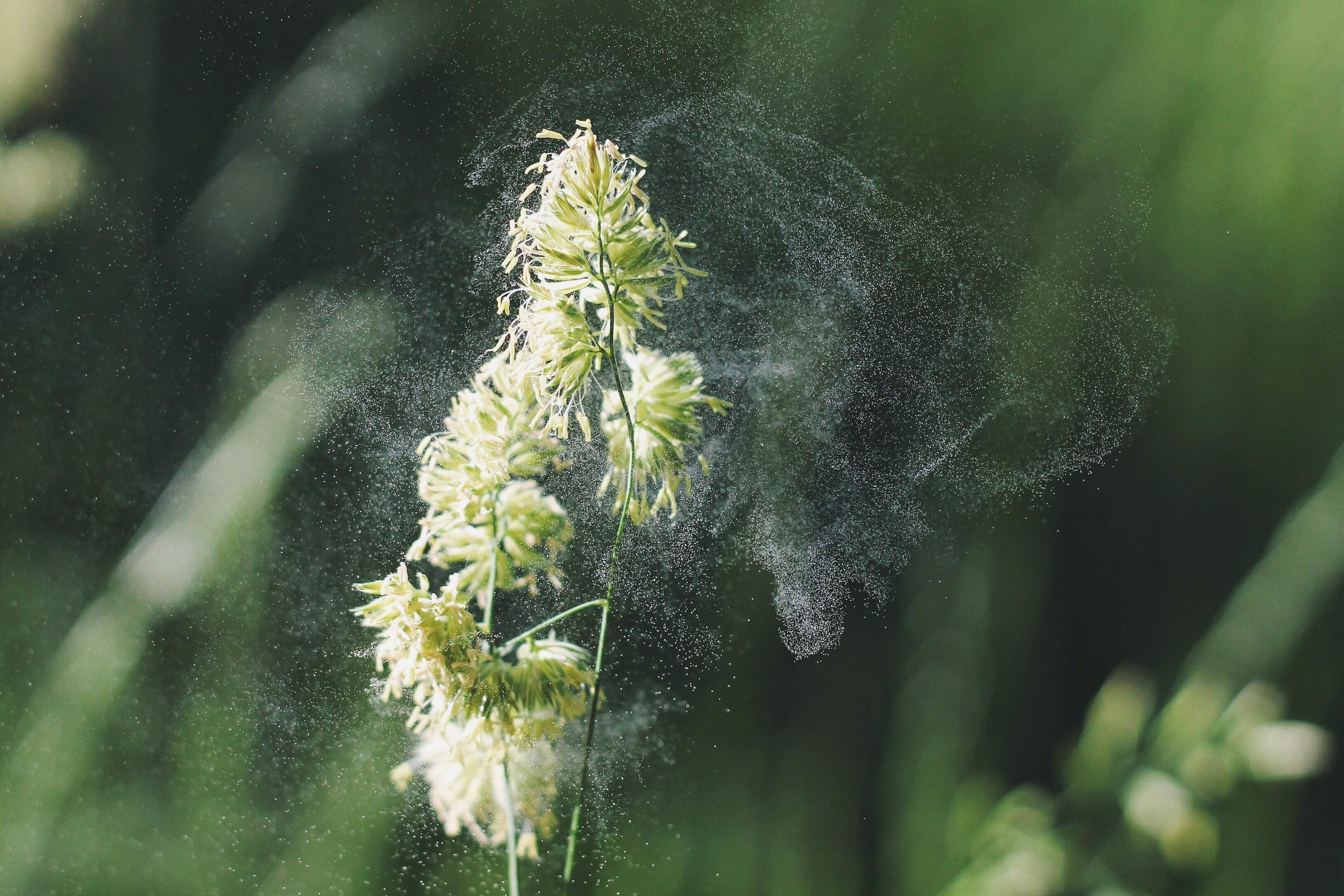
Freisetzung von Pollen aus den Blüten von Dactylis glomerata

Unter einer Gräserpollenallergie, auch Heuschnupfen oder allergische Rhinokonjunktivitis, wird eine Überreaktion des Immunsystems auf bestimmte Gräser verstanden.
Die fünf in Europa am häufigsten vorkommenden Gräser, auf die überreagiert wird, sind
- Gewöhnliches Knäuelgras (Dactylis glomerata L.)
- Gewöhnliches Ruchgras (Anthoxanthum oderatum L.)
- Deutsches Weidelgras (Lolium perenne L.)
- Wiesen-Rispengras (Poa pratensis L.)
- Wiesen-Lieschgras (Phleum pratense L.)

Durch die Gräserpollenallergie kommt es in der Regel zu einer allergisch bedingten Entzündung der Nasenschleimhaut (Rhinitis). Diese wird oft von weiteren Erkrankungen der Atemwege begleitet (Komorbidität) wie Entzündungen der Nasennebenhöhlen (Sinusitis) und Asthma.
Die Erkrankung beginnt meistens im frühen Kindesalter und führt jahrzehntelang zur Beeinträchtigung der Lebensqualität. Die gesundheitlichen Auswirkungen betreffen das Sozialleben, die schulische Leistungsfähigkeit und die Arbeitsproduktivität. Je nach Quelle wird der Anteil an kranken Kindern und Jugendlichen auf 15 bis über 30 Prozent beziffert. Im Erwachsenenalter spielen zudem Kreuzallergien eine große Rolle.

## Ursache
Als Ursache der allergischen Reaktion wird eine Überempfindlichkeit des menschlichen Körpers gegen bestimmte Stoffe gesehen. Auch wenn die erbliche Veranlagung häufig eine Rolle spielt, so heißt dies nicht, dass Kinder von Allergikern ebenfalls Allergien entwickeln. Auch die modernen Lebensbedingungen der Menschen werden als Auslöser von Allergien diskutiert. 
Das Immunsystem der betroffenen Personen reagiert fälschlicherweise auf die in der Regel harmlosen Pollen wie auf einen Krankheitserreger. Um den Körper vor diesem Erreger zu schützen, bildet er Antikörper und sensibilisiert den Körper auf Gräserpollen. Beim erneuten Kontakt reagiert das Immunsystem des Betroffenen sofort auf das Allergen und setzt unterschiedliche Botenstoffe frei. Einer der wichtigsten Botenstoffe ist das Histamin. Diese Reaktion wird umgangssprachlich auch als Heuschnupfen bezeichnet. Im Gegensatz zu anderen allergischen Erkrankungen der Atemwege tritt Heuschnupfen nur zu den Zeiten auf, in denen die auslösenden Pollen fliegen.

## Symptome
Eine Gräserpollenallergie kann sich auf unterschiedliche Weise äußern. Oftmals wird ein Heuschnupfen mit einer Erkältung verwechselt, da sich die Anzeichen teilweise sehr ähneln. Typische Symptome, die auf eine Gräserpollenallergie hindeuten, können sind:
Im Bereich der Augen:
- Rötung und Schwellung der Konjunktiva
- Tränenfluss
- Juckreiz
- Lidödeme

Im Bereich der Nase:
- Rhinorrhoe
- Niesen bis hin zu „Niesattacken“
- Pruritus
- Schwellung der Nasenschleimhaut
- Erschwerte Nasenatmung
- Hyposmie

Begleitsymptome:
- Kratzendes Gefühl im Hals
- Kopfschmerzen
- Schlafstörung
- Krankheitsgefühl mit Mattigkeit

Diese Symptome ähneln sehr stark denen einer Erkältung. Im Unterschied zu einer Erkältung treten die Symptome einer Gräserpollenallergie nach dem Kontakt mit dem jeweiligen Allergen aber viel schneller und auch nur in der Zeit, in der das verursachende Allergen in der Luft unterwegs ist – und kurz danach – auf.

## Therapie
Die Behandlung der allergischen Rhinitis steht auf drei Säulen: der Karenz (Meidung des Allergens), der Pharmakotherapie (Behandlung der Symptome mit akut wirksamen Arzneimitteln) und der spezifischen Immuntherapie (langfristige Ausschaltung der allergischen Reaktion). Dabei scheint es von Vorteil zu sein, möglichst früh in das Erkrankungsgeschehen einzugreifen, weil dadurch Neusensibilisierungen vermieden werden und die Entstehung von Asthma verhindert werden kann. Zwar ist die allergische Rhinitis eine chronische Erkrankung, aber ihr Verlauf kann unter einer adäquaten (angepassten) Therapie gestoppt und oft sogar geheilt werden. Jedoch befindet sich nur ein Bruchteil der Betroffenen in ärztlicher Behandlung, wobei oftmals auch eine erstaunliche Unwissenheit seitens der Ärzte über die Bedeutung und Behandlung der allergischen Rhinitis vorhanden ist.
Einen gewissen positiven Effekt auf die allergische Rhinitis hat auch die Akupunktur – auch wenn noch unklar ist, wie positiv der Effekt wirklich einzustufen ist. Die Beschwerden und der Medikamentenbedarf haben sich durch Akupunktur signifikant vermindert, die Wirkstärke wird aber als sehr niedrig eingestuft. Die Symptombesserung könnte aber auch auf einen Placebo-Effekt zurückzuführen sein.

### Karenz
Karenz von Allergenen ist die Vermeidung der allergieauslösenden Stoffe. Bei manchen Stoffen wie Tierhaaren ist das verhältnismäßig einfach, der Kontakt zu Katzen oder Hunden kann meist umgangen werden, anders gestaltet sich die Situation aber bei Allergien auf Gräserpollen. Da diese fast ganzjährig durch die Luft getragen und damit eingeatmet werden können, ist es kaum möglich, ihnen aus dem Weg zu gehen. Entgegen früheren Vorstellungen, dass Regen die Luft reinige, kann die Konzentration allergener Partikel in der Luft nach einem Gewitter oder Regenschauer sogar stark erhöht sein. Die Pollen setzen beim Kontakt mit Regenwasser zahllose Stärke- und Eiweißpartikel frei.

### Pharmakotherapie
- Als lokal (örtlich) wirksame Therapeutika stehen Cromone wie Cromoglicinsäure zur Verfügung, welche jedoch schwächer sind als Antihistaminika und Glukokortikoide (Cortison). Diese Medikamente stabilisieren die Mastzellen, jedoch ist der Wirkeintritt verzögert, so dass Cromone bei einer Pollenallergie schon eine Woche vor dem ersten Pollenflug angewendet werden müssen.
- Antihistaminika verhindern die symptomauslösende Wirkung von Histamin. Sie können lokal als Nasenspray appliziert (eingebracht) werden (wie etwa Levocabastin) oder systemisch (zur innerlichen Anwendung) in Tablettenform  wie Levocetirizin, Loratadin oder Fexofenadin. Moderne Antihistaminika wirken nicht wie Antihistaminika der ersten Generation sedierend (ermüdend), so dass sie vor allem auch bei Kindern den älteren Substanzen vorzuziehen sind. Die Antihistaminika blockieren die peripheren Histamin-H1-Rezeptoren; damit unterdrücken sie die Wirkung des Histamins.
- Topische Glukokortikoide (Cortison) wie Flunisolid, Budesonid, Mometason und Fluticason stellen die wohl effektivste Arznei zur Behandlung der allergischen Rhinitis dar. Sie unterdrücken alle nasalen Symptome, vor allem auch die Obstruktion (Verstopfung), die durch die Antihistaminika kaum beeinflusst wird. Jedoch wird die Konjunktivitis (Entzündung der Bindehaut des Auges) nicht beeinflusst, weswegen die gleichzeitige Gabe eines topischen Kortikoids und eines Antihistaminikums sinnvoll sein kann. Die topischen (von außen angewandten) Glucocorticoide unterdrücken die Funktion der Nebennierenrinde nicht, deshalb sind die Nebenwirkungen von (systemisch wirkendem) Cortison nicht zu befürchten. Die Behandlung kann auch regelmäßig erfolgen, wobei Kinder Kortikoide mit geringer systemischer Bioverfügbarkeit wie Fluticason oder Mometason erhalten sollten. Systemische Kortikoide können am Anfang einer Behandlung sinnvoll sein, sollten aber nur zeitlich begrenzt gegeben werden, da sonst Nebenwirkungen wie beispielsweise Diabetes mellitus auftreten können.
- Nasale Sympathomimetika (Nasenspray/-tropfen zum Abschwellen der Nasenschleimhaut) beheben die Obstruktion, lassen aber die anderen Symptome unberührt. Jedoch sollten sie nur über maximal 7 Tage angewendet werden, weil sie ihrerseits zur Arzneimittel-Rhinitis führen.
- Auch einige aus Heilpflanzen gewonnene Präparate finden im Rahmen der Phytotherapie zur Behandlung der Symptome Anwendung. Verwendung finden hierbei zum Beispiel:
  - Petersilie[4]
  - Brennnessel (als Teeaufguss)[5]

### Spezifische Immuntherapie (SIT)
Dauerhaft und kausal wirkt bei einer Gräserpollenallergie nur die spezifische Immuntherapie, die sogenannte Hyposensibilisierung. Dabei bekommt der Körper das Allergen, welches die Abwehrreaktion verursacht in einer steigenden Dosis zugeführt und kann sich mit der Zeit daran gewöhnen. Mit der Zeit wird das Allergen nicht mehr als Gefahr für den menschlichen Körper eingestuft.
Es gibt verschiedene Therapieformen:
- Subkutane Immuntherapie (SCIT) – die Allergene werden mit steigender Dosis subkutan vom spezialisierten Facharzt (Allergologe) unter die Haut gespritzt. Die Dosis wird am Anfang gesteigert und die Therapie wird nach Erreichen der Erhaltungsdosis in regelmäßigen Abständen (4–6 Wochen) fortgeführt, damit sich das Immunsystem an das Allergen gewöhnen und die Bildung von Antikörpern reguliert werden kann.

- Sublinguale Immuntherapie (SLIT) – die Allergene werden über Tropfen oder Schmelztabletten zugeführt, die unter die Zunge (sublingual) geträufelt bzw. gelegt werden, von wo aus sie über die Mundschleimhaut aufgenommen werden. Im Unterschied zur SCIT müssen die Allergene täglich genommen werden. Die Behandlungsdauer beträgt ähnlich, wie bei der subkutanen Therapie drei Jahre. Zu Anfang wird die Allergengabe innerhalb weniger Tage auf die Erhaltungsdosis gesteigert. Nach der ersten Einnahme unter ärztlicher Aufsicht, kann sie selbstständig zu Hause durchgeführt werden. Arztbesuche sind daher etwas seltener erforderlich als bei der Therapie mit Spritzen. Der Vorteil liegt in der einfachen Einnahme zu Hause. Die Evidenzlage zur klinischen Wirksamkeit der Tabletten, die derzeit nur für Gräserpollenallergiker zur Verfügung stehen (Allergie-Immun-Tabletten (AIT), auch „Grastabletten“ oder „Gräsertabletten“ genannt), ist der der Tropfen deutlich überlegen. Weiterhin haben Tabletten explizit die Kinderzulassung für Kinder ab 5 Jahre.